# Düdinghausen (Steyerberg)
 (octobre 2021).
Düdinghausen est un quartier de la commune allemande de Steyerberg, appartenant à l'arrondissement de Nienburg/Weser, dans le Land de Basse-Saxe.

## Géographie
Düdinghausen se situe à 4 km au nord-ouest du centre-ville de Steyerberg.
La Große Aue coule à 1 km au nord.
La population est de 301 habitants.

## Histoire
Steyerberg forment une agglomération avec les communes environnantes de Bruchhagen, Deblinghausen, Düdinghausen, Sarninghausen, Sehnsen, Voigtei et Wellie en 1968 et, au cours de la réforme communautaire du 1er mars 1974, elles fusionnent avec Steyerberg.

## Source, notes et références
- (de) Cet article est partiellement ou en totalité issu de l’article de Wikipédia en allemand intitulé « Düdinghausen (Steyerberg) » (voir la liste des auteurs).

1. ↑  (de) « Ortsteil Düdinghausen », sur steyerberg.de (consulté le 15 octobre 2021)
2. ↑  (de) Statistisches Bundesamt, Historisches Gemeindeverzeichnis für die Bundesrepublik Deutschland. Namens-, Grenz- und Schlüsselnummernänderungen bei Gemeinden, Kreisen und Regierungsbezirken vom 27.5.1970 bis 31.12.1982, 1983 (ISBN 3-17-003263-1)